# Knubbigt regn
Knubbigt regn (engelska Bowfinger) är en amerikansk komedi från 1999 i regi av Frank Oz med Steve Martin och Eddie Murphy i huvudrollerna. Filmen hade Sverigepremiär den 17 december 1999.

## Handling
Filmproducenten Bobby Bowfinger är mycket angelägen att göra en storfilm för att rädda sitt anseende och sin karriär. Med manuset till filmen "Chubby rain" slår han på stort och vill ha de bästa skådespelarna som finns, men han söker även efter nya okända förmågor. Han får ett löfte om att filmen ska distribueras av ett stort filmbolag om Bowfinger lyckas få med actionstjärnan Kit Ramsey, en ganska pompös och neurotisk skådespelare. Men Ramsey ställer till Bowfingers förtret inte upp i filmen. Men Bowfinger planerar en enligt honom smart plan för att trots allt få med Ramsey i filmen utan hans vetskap.

## Om filmen
Filmen är inspelad i Beverly Hills, Hollywood (Bowfinger's bostad), Pasadena (Ramsey's ställe), Long Beach, Los Angeles, Santa Monica, West Hollywood och Westwood samt i Universal Studios i Kalifornien.

## Rollista (urval)
- Steve Martin - Bobby Bowfinger
- Eddie Murphy - Kit Ramsey / Jeffernson 'Jiff' Ramsey
- Heather Graham - Daisy
- Christine Baranski - Carol
- Jamie Kennedy - Dave
- Adam Alexi-Malle - Afrim
- Kohl Sudduth - Slater
- Barry Newman - Hal, Kits agent
- Terence Stamp - Terry Stricter
- Robert Downey Jr. - Jerry Renfro
- Marisol Nichols - ung skådespelare på audition